# Vetlanda-Posten
Vetlanda-Posten (VP) är en oberoende liberal tredagarstidning med redaktioner i Vetlanda och Sävsjö. Tidningen grundadades 1893 av Theodor Ström som avläggare till Eksjö-Tidningen. I dag ingår tidningen i Bonnier News Local och SmT-gruppen tillsammans med Smålands-Tidningen, Tranås Tidning och Smålands Dagblad. Chefredaktör och ansvarig utgivare är sedan 2023 Ariana Carlén.
Fram till 1931 stavades tidningens namn Hvetlanda-Posten.
Tidningens spridningsområde är Vetlanda och Sävsjö kommuner.

## Kort om tidningen
- Utgivningsort: Vetlanda
- Tidningstyp: morgontidning
- Utgivningsdagar: tisdag, torsdag och lördag
- Format: Ttabloid
- A-Region: 13 – Vetlanda, Sävsjö, Nässjö och Eksjö
- Antal läsare: 15 000 (Orvesto Konsument 2021)
- Upplaga: 5 300 (Tidningsstatistik AB 2021)